# Panulia unilineata
Panulia unilineata är en fjärilsart som beskrevs av Walker 1866. Panulia unilineata ingår i släktet Panulia och familjen mätare. Inga underarter finns listade i Catalogue of Life.